# Grünberg
Grünberg település Németországban, Hessen tartományban. Lakosainak száma 13 940 fő (2023. december 31.). Grünberg Rabenau és Reiskirchen községekkel határos.

## Népesség
A település népességének változása:
| Lakosok száma | 13 634 | 13 716 | 13 598 | 13 694 | 13 930 | 13 940 |
|               | 2015   | 2017   | 2019   | 2021   | 2022   | 2023   |